# Houilles
Houilles – miejscowość i gmina we Francji, w regionie Île-de-France, w departamencie Yvelines.
Według danych na rok 1990 gminę zamieszkiwało 29 650 osób, a gęstość zaludnienia wynosiła 6693 osób/km² (wśród 1287 gmin regionu Île-de-France Houilles plasuje się na 79. miejscu pod względem liczby ludności, natomiast pod względem powierzchni na miejscu 718.).

## Miasta partnerskie
- Chesham